# Modelleren bij neurolinguïstisch programmeren
Modelleren is een methode van competentieoverdracht die een belangrijke rol speelt bij de pseudowetenschappelijke methodiek neurolinguïstisch programmeren. De methode wordt ook wel model leren of model-leren genoemd. Bij modelleren wordt voorbeeldgedrag van anderen in kaart gebracht, met als doel dat het nagebootst kan worden. De methode is ontwikkeld door Richard Bandler en John Grinder.

## Ontwikkeling
De ontwikkeling van het modelleren begon met het onderzoek dat Richard Bandler deed naar Fritz Perls, de grondlegger van de gestalttherapie. Het onderzoek naar de kort daarvoor overleden Fritz Perls gebeurde onder andere op basis van filmmateriaal. Bandler maakte modellen van de als effectief beschouwde gedragingen van Perls. Hij werd hierin begeleid door de toenmalige hoofddocent John Grinder. Bandler en Grinder deden jarenlang samen onderzoek. Ze kozen voor hun modellering mensen die aanzien genoten in hun vakgebied om uit te vinden wat dezen anders deden dan anderen. Ze beschreven de patronen in modellen als het metamodel en het Miltonmodel. Na het modelleren van Perls volgde modellering van Virginia Satir (een gezinstherapeute bij wie hij trainingen volgde), Gregory Bateson (een antropoloog), Milton Erickson (hypnotherapeut en psychiater), Moshé Feldenkrais (natuurkundige en neurofysioloog) en Linus Pauling (scheikundige). Later modelleerde Bandler op reizen naar India, Afrika en Mexico ook yogi's en sjamanen.

## Het modelleringsproces
In een modelleringsproject is er sprake van een modelexpert - degene die een bekwaamheid in een hoge mate beheerst - en een modelstudent - degene die deze bekwaamheid wil leren en overdraagbaar wil maken. Om modelleren succesvol te maken, probeert de student vooraf eigen gevormde meningen en kennis te minimaliseren, om goed toegang te krijgen tot de expert. De student zal uiteindelijk in staat moeten zijn nauwkeurig de gewenste bekwaamheid te reproduceren. Dit sluit overigens niet uit dat er ook gemodelleerd wordt vanuit boeken, historische archieven van uitspraken van mensen, of video's, evenals Bandler zelf begon met deze wijze van modelleren van de toen inmiddels overleden Fritz Perls.
In een modelleringsproject moet tijd geïnvesteerd worden in studie, diepgaande observatie, discussie en imitatie (het zogenaamde alsof-gedrag) en oefening van vele verschillende aspecten van de gedachten, gevoelens, overtuigingen en gedragingen van de expert, totdat de student de vaardigheid consistent en exact kan kopiëren. Bij het modelleren verlaat de student zo veel mogelijk zijn of haar overtuigingen en neemt hij de fysiologie, taal, strategieën en overtuigingen van de expert over.
Wanneer dit punt is bereikt, gaat de student de doel-vaardigheden verfijnen door telkens bepaalde kenmerken te verwijderen, om uiteindelijk de essentiële kenmerken te ontdekken die de gemiddelde prestatie van de topprestatie onderscheidt. Zo wordt een leerbaar en overdraagbaar model gebouwd dat getest wordt om te zien of het onderwezen kan worden. Als de student in staat is de gedragspatronen, communicatie en gedragsuitingen van de expert te reproduceren, ontstaat er een proces waarin de student zijn eigen overtuigingssysteem wijzigt, terwijl hij of zij overtuigingen integreert van de expert. Feitelijk is het doel van modelleren de elementen te ontdekken die een expert doet zonder het te weten.

## Ingrediënten van een modelleringsproject
Een modelleringsproject kan uit de volgende gedragsbronnen bestaan:
- Overtuigingen
- Waarden
- Inwendige strategieën
- Resultaten
- Zintuiglijke percepties en submodaliteiten
- Fysiologie (lichaamsbeweging en lichaamstaal)
- Taalpatronen
- Terugvalstrategieën (wat als het niet werkt?)
- Bewuste en onbewuste communicatie
- Waarnemingsposities
- Positie van het bewustzijn (bijvoorbeeld waar iemands aandacht is)

Het kopieerproces is geslaagd wanneer de student weet hoe de expert zich gedraagt wanneer hij zijn competente vaardigheden uitvoert.
Veel trainers leggen nadruk op het zich volledig identificeren met het model, ofwel het belichamend modelleren (embodied modeling). Wanneer beginners (NLP-practitioners in het jargon) een modellering in de praktijk uitvoeren, is het echter meestal analytische modellering. In het ideale geval weet de student dat de informatie over hoe de bekwaamheid is uitgevoerd voldoende is en niet het begrip van het proces. De rest is in de analytische modellering een kwestie van oefening of ligt buiten de grenzen van het kunnen van de student. Robert Dilts en John Grinder betogen een onderscheid tussen analytische modellering en NLP-modellering, waarbij de laatste onbewuste opname via imitatie vereist.

## Andere toepassingsmogelijkheden
In therapie wordt modelleren toegepast om betrokken te blijven bij het probleemgedrag van de cliënt of patiënt. Hierbij is het de bedoeling om na te gaan of dit gedrag of symptoom gekeerd kan worden.
In managementonderzoek wordt modelleren toegepast, om te achterhalen wat het geheim is achter succesvol leiderschap. Met het in kaart brengen van de eigenschappen van succesvolle managers en leiders, wordt jonge, nieuwe managers geleerd deze eigenschappen na te bootsen.
In teams binnen bedrijven wordt modelleren eveneens toegepast, om de meest succesvolle aanpakken binnen een team te leren aan de andere teamleden, zodat het gehele team beter gaat presteren.
Modelleren wordt ook voor eigen gebruik toegepast. Het bestuderen van hoe een ander iets doet, gaat op een vergelijkbare manier door te luisteren, zien en voelen als de ander en als het kan de ander hierover vragen te stellen. Als het model van de ander dan duidelijk is, is het een kwestie van trial and error, ofwel het uitproberen en bijschaven van hetgeen niet voldoet. Hierbij fungeert de ander als rolmodel.
Robert Dilts was een voorstander van het modelleren van beroemde of overleden mensen om het gevoel te krijgen hoe zij deden wat zij deden. Dilts heeft zo modellen beschreven van voorname mensen zoals Sherlock Holmes, Albert Einstein, Nikola Tesla en zelfs Jezus Christus